# حمى صفراوية
الحمى الصفراوية هي تشخيص طبي للحمى المرتبطة بزيادة الصفراء أو البيليروبين في مجرى الدم والأنسجة، مما يسبب اليرقان (لون أصفر في الجلد أو الصلبة في العين). وكان السبب الأكثر شيوعا هو الملاريا. قد يكون التهاب الكبد الفيروسي والالتهابات البكتيرية في مجرى الدم (الإنتان) قد تسببا في عدد قليل من الوفيات المبلغ عنها على أنها حمى صفراوية.
التشخيص التفريقي هو الملاريا والتهاب الكبد الفيروسي.
هذا المصطلح أصبح قديماً ولم يعد مستخدمًا، ولكن استخدمه الممارسون الطبيون في القرنين الثامن عشر والتاسع عشر لأي حمى تظهر عليها أعراض الغثيان أو القيء بالإضافة إلى ارتفاع درجة حرارة الجسم الداخلية والإسهال القوي، والتي كان يعتقد أنها تنشأ من اضطرابات الصفراء، وكان النوعان منها اثنين من الأخلاط الأربعة في الطب الجالينوسي التقليدي. وكثيرًا ما كان يُستشهد به كسبب في شهادات الوفاة. قيل إن ويليام والاس لينكولن، نجل رئيس الولايات المتحدة أبراهام لنكولن، قد توفي بسبب الحمى الصفراوية. تشمل التشخيصات الحديثة لنفس الأعراض مجموعة واسعة من الحالات والالتهابات.